# Jižní Korea na Letních olympijských hrách 2008
Jižní Koreu na Letních olympijských hrách v roce 2008 reprezentovala výprava 265 sportovců (159 mužů a 106 žen) ve 27 sportech.

## Medailisté
| Medaile | Jméno | Sport                | Soutěž                           |
| ------- | --- | -------------------- | -------------------------------- |
| Zlato   | Čchö Min-ho | Judo                 | Muži 60 kg                       |
| Zlato   | Pak Tche-hwan | Plavání              | Muži 400 m volný styl            |
| Zlato   | Joo Hyun-Jung Pak Song-hjon Yun Ok-Hee | Lukostřelba          | Družstvo žen                     |
| Zlato   | Im Tong-hjon Lee Chang-Hwan Park Kyung-Mo | Lukostřelba          | Družstvo mužů                    |
| Zlato   | Čin Čong-o | Sportovní střelba    | pistole na 50 m mužů             |
| Zlato   | Sa Jae-Hyouk | Vzpírání             | Muži do 77 kg                    |
| Zlato   | Jang Mi-Ran | Vzpírání             | Ženy nad 75 kg                   |
| Zlato   | Lee Yong-dae Lee Hyo-jung | Badminton            | Smíšená čtyřhra                  |
| Zlato   | Lim Su-Jeong | Taekwondo            | ženy do 57 kg                    |
| Zlato   | Son Tae-Jin | Taekwondo            | muži do 68 kg                    |
| Zlato   | Hwang Kjong-son | Taekwondo            | ženy do 67 kg                    |
| Zlato   | Ča Tong-min | Taekwondo            | muži nad 80 kg                   |
| Zlato   | Ryu Hyun-Jin Han Ki-Joo Park Jin-Man Hyuk Kwon Lee Taek-Keun Lee Dae-Ho Oh Seung-Hwan Bong Jung-Keun Ko Young-Min Lee Jong-Wook Jeong Keun-Woo Kim Min-Jae Jin Kab-Yong Lee Jin-Young Jang Won-Sam Song Seung-Jun Kim Kwang-Hyun Lee Yong-Kyu Kim Dong-Joo Kang Min-Ho Kim Hyun-Soo Lee Seung-Yeop Chong Tae-Hyon Yoon Suk-Min | Baseball             | Turnaj mužů                      |
| Stříbro | Čin Čong-o | Sportovní střelba    | vzduchová pistole na 10 m mužů   |
| Stříbro | Yoon Jin-Hee | Vzpírání             | Ženy do 53 kg                    |
| Stříbro | Wang Ki-čchun | Judo                 | Muži 73 kg                       |
| Stříbro | Nam Hjon-hui | Šerm                 | Ženy fleret                      |
| Stříbro | Pak Tche-hwan | Plavání              | Muži 200 m volný styl            |
| Stříbro | Kim Če-pom | Judo                 | Muži 81 kg                       |
| Stříbro | Pak Song-hjon | Lukostřelba          | Ženy jednotlivci                 |
| Stříbro | Park Kyung-Mo | Lukostřelba          | Muži jednotlivci                 |
| Stříbro | Lee Hyo-jung Lee Kyung-won | Badminton            | Ženy čtyřhra                     |
| Stříbro | Yoo Won-Chul | Sportovní gymnastika | Muži bradla                      |
| Bronz   | Park Eun-Chul | Zápas                | muži, řecko-římský do 55 kg      |
| Bronz   | Yun Ok-Hee | Lukostřelba          | Ženy jednotlivci                 |
| Bronz   | Čong Kjong-mi | Judo                 | Ženy 78 kg                       |
| Bronz   | Hwang Ji-man Lee Jae-jin | Badminton            | Muži čtyřhra                     |
| Bronz   | Dang Ye Seo Kim Kyung Ah Park Mi Young | Stolní tenis         | Družstvo žen                     |
| Bronz   | Oh Sang Eun Ju Sung-min Yoon Jae Young | Stolní tenis         | Družstvo mužů                    |
| Bronz   | Kim Jung-Joo | Box                  | Muži váha lehká střední do 69 kg |
| Bronz   | Oh Yong-Ran Huh Soon-Young Song Hai-Rim Kim Nam-Sun Kim Cha-Youn Oh Seong-Ok Hong Jeong-Ho Park Chung-Hee Lee Min-Hee An Jung-Hwa Bae Min-Hee Choi Im-Jeong Moon Pil-Hee | Házená               | Turnaj žen                       |